# Política educacional do governo Jair Bolsonaro
A política educacional do governo Jair Bolsonaro é a política pública adotada pelo governo federal brasileiro sob a presidência de Jair Bolsonaro.

## Contexto
Durante sua campanha presidencial, Bolsonaro teve como principal proposta na área de educação "expurgar a ideologia de Paulo Freire" e retirar das escolas e universidades o que ele chama de "doutrinação da esquerda", que foi, segundo ele, o conjunto de ideologias que os governos do Partido dos Trabalhadores impuseram às instituições de ensino do país.

## Gestão Vélez Rodríguez

### Conflito entre militares e partidários de Olavo de Carvalho

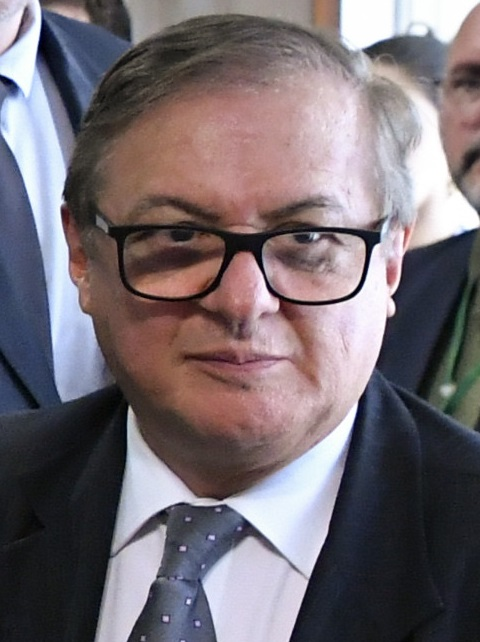
Ricardo Vélez Rodríguez em fevereiro de 2019.

A gestão de Ricardo Vélez Rodríguez foi marcada por uma disputa interna entre os militares - chamados de "pragmáticos", que defendiam um plano governista com projetos envolvendo educação a distância e a criação de colégios militares em capitais - e os partidários do escritor de direita Olavo de Carvalho - chamados "ideológicos", que priorizavam a expulsão da pasta educacional dos defensores do “marxismo cultural” e de “pensamentos esquerdistas”, o que também incluía projetos como o Escola Sem Partido, a revisão de questões do Exame Nacional do Ensino Médio (Enem) e do ensino sobre questões de gênero nas escolas. Essa disputa resultou em uma série de decisões revogadas e demissões de uma dezena de funcionários do alto escalão dentro da pasta.

### Hino nas escolas,slogande campanha e filmagem de crianças
Em 25 de fevereiro, o Ministério da Educação enviou um e-mail às escolas públicas e privadas brasileiras solicitando que, "no primeiro dia da volta às aulas", professores e alunos hasteassem a bandeira do Brasil, cantassem o hino nacional diariamente, e que um vídeo registrando o momento fosse gravado e enviado por e-mail à pasta e à Secretaria de Comunicação Social (Secom). Além disso, uma carta, que trazia o slogan da campanha de Bolsonaro, "Brasil acima de tudo. Deus acima de todos!", deveria ser lida antes da execução do hino. De acordo com o ministério, a carta teria a seguinte mensagem:
“Brasileiros! Vamos saudar o Brasil dos novos tempos e celebrar a educação responsável e de qualidade a ser desenvolvida na nossa escola pelos professores, em benefício de vocês, alunos, que constituem a nova geração. Brasil acima de tudo. Deus acima de todos!”. Diversos políticos, juristas e educadores criticaram a decisão afirmando que o pedido constituía abuso de poder, violação da privacidade e da liberdade religiosa. O Ministério da Educação retrocederia na decisão.

### Comissão para avaliar as questões do Enem
Em 20 de março, o Inep, órgão vinculado a pasta da educação, criou uma comissão especial para fiscalizar o conteúdo do Enem. Esse grupo teria como objetivo fazer uma "leitura transversal" das questões que compõem o Banco Nacional de Itens para "verificar a sua pertinência com a realidade social". A Procuradoria Federal dos Direitos do Cidadão (PFDC), do Ministério Público Federal (MPF) solicitou esclarecimentos. O prazo de dez dias da comissão findou e o trabalho foi finalizado, porém a comissão não divulgou os resultados.

### Mudanças em livros didáticos
No dia 2 de janeiro, o Ministério da Educação publicou um edital que orienta editoras sobre a criação de livros didáticos enviados às escolas públicas brasileiras para alunos do 5.º ao 9.º ano do Ensino Fundamental. A edital dizia que os livros didáticos poderiam (a partir da publicação do edital) conter propagandas, não precisariam apontar bibliografias e que suas ilustrações não precisariam retratar "adequadamente a diversidade étnica da população brasileira, a pluralidade social e cultural do país", essa última mudança deu margem para que esses livros possam mostrar apenas personagens de uma determinada etnia. Em quanto às regras ortográficas, o edital retirou a exigência de que livros estejam "isentos de erros de revisão e/ou impressão", no entanto, em parte anterior do documento, referente ao projeto gráfico-edital, está explícito que "não serão selecionadas obras que apresentem erros crassos de revisão e/ou impressão". Foram também retirados trechos que exigiam o compromisso com ações de não-violência contra a mulher. 
No dia 9 de janeiro, Ricardo Vélez, anulou as mudanças feitas pelo edital anterior devido ao que a Assessoria de Comunicação Social do MEC chamou de "erros que foram detectados no documento". De acordo com a assessoria do ministério, as alterações foram feitas pela gestão anterior do MEC, no governo Temer. O ex-ministro Rossieli Soares negou que a gestão dele tenha executado tais modificações. A anulação do edital ocorreu após a repercussão negativa do caso na mídia brasileira.

#### Referentes ao regime militar
No dia 3 de abril, Ricardo Vélez Rodríguez, disse em uma entrevista que "haverá mudanças progressivas" nos livros didáticos para que "as crianças possam ter a ideia verídica, real", do que foi a sua história. Referia-se à maneira como o regime militar é retratado, atualmente, nas escolas brasileiras, o então ministro afirmou que o golpe de estado no país não existiu e que o regime que o sucedeu não era uma ditadura. De acordo com ele, a história brasileira mostra que o que ocorreu em 1964 foi uma decisão soberana da sociedade brasileira, que a Constituição de 1946 foi seguida, porque a mesma previa que no caso de ausência do presidente por um determinado tempo o Congresso deveria escolher um novo representante e, que o regime que assumiu o comando do país na época surgiu de "de uma composição e de uma decisão política [...] em que o Executivo chamou a si mais funções". Ele ainda disse que o regime foi "um regime democrático de força porque era necessário nesse momento". 
Com a polêmica saída de Ricardo Vélez Rodríguez do comando do MEC, a proposta não foi levada adiante e, devido a isso, não houve alterações nos livros didáticos.

## Gestão Abraham Weintraub

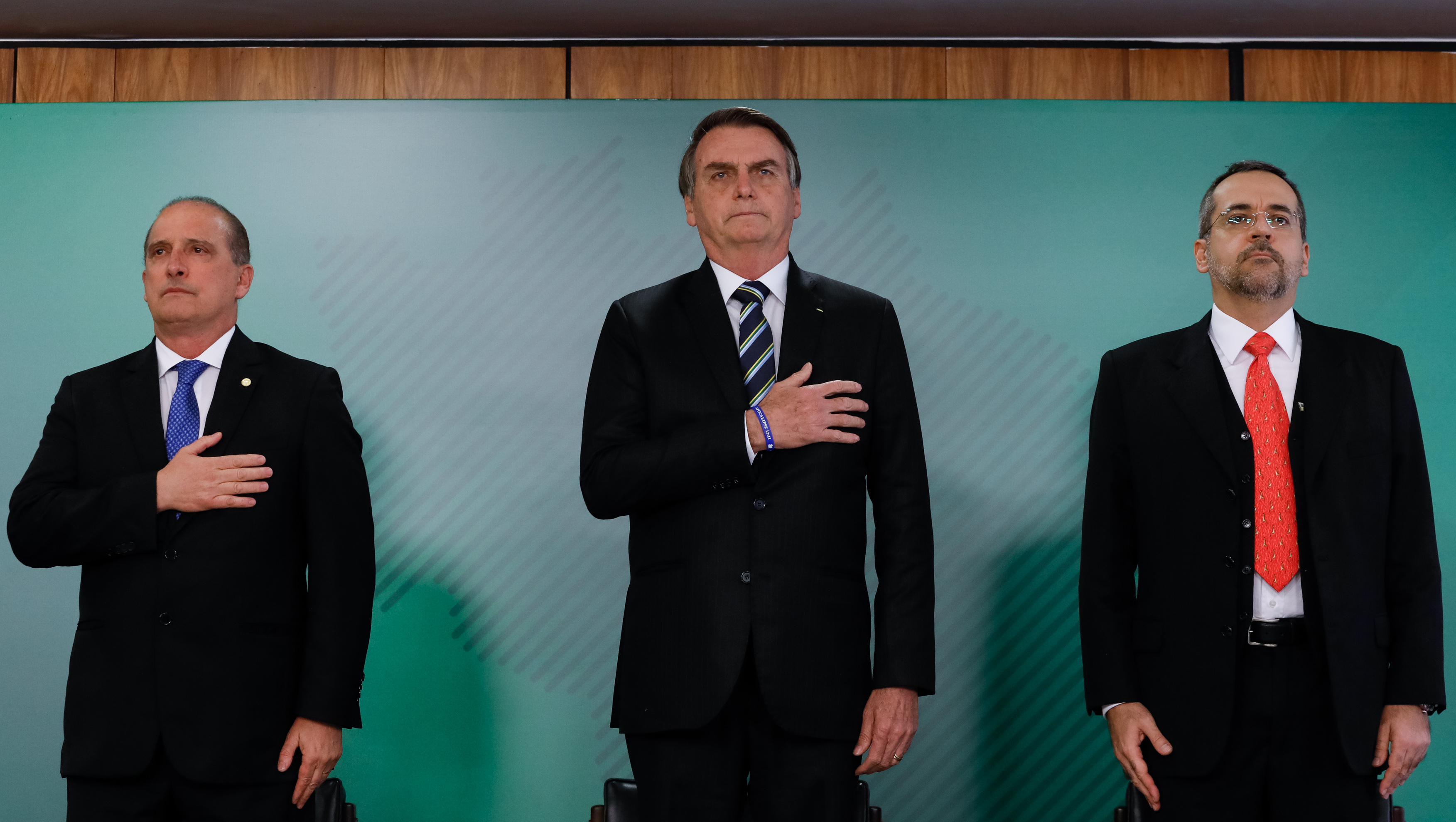
Cerimônia de Posse do Ministro da Educação, Abraham Weintraub.

O economista Abraham Weintraub assumiu o Ministério da Educação em abril de 2019, após a demissão de Vélez Rodríguez. Assim como a de seu antecessor, a gestão de Weintraub ficou marcada por conflitos e polêmicas.

#### Punir "balbúrdia" nas universidades
No final de abril de 2019, o ministro da educação, Abraham Weintraub, disse, em uma entrevista ao jornal O Estado de S. Paulo, que o Ministério da Educação vai cortar recursos de universidades federais que não apresentarem "desempenho acadêmico esperado" e, ao mesmo tempo, estiverem promovendo “balbúrdia” em seus câmpus, na época, três universidades já estavam enquadradas nessa situação, essas eram, a Universidade de Brasília (UnB), a Universidade Federal Fluminense (UFF) e a Universidade Federal da Bahia (UFBA). De acordo com o MEC, as três universidades tiveram 30% das suas dotações orçamentárias anuais bloqueadas, o bloqueio foi efetuado por meio de uma medida que entrou em vigor na semana anterior as declarações do ministro. Os cortes atingiram as chamadas despesas discricionárias, estas são destinadas a custear gastos como água, luz, limpeza, bolsas de auxílio a estudantes, e outros. O MEC e o ministro informaram que a comida que é dada no horário de intervalo das universidades, conhecida como "bandejão", e o programa de assistência estudantil não foram afetados pelo corte, apesar desses recursos integrarem as despesas discricionárias.
O ministro Weintraub recuou dessa decisão e anunciou que esse bloqueio orçamentário seria estendido para todas as universidades federais do país, e não apenas aquelas que "promovessem balbúrdia". A decisão ocorreu após a repercussão negativa por parte da mídia e por parte de reitores de universidades federais, o ministro avaliou que a ideia de bloquear o orçamento apenas de universidades que "promovessem balbúrdia" poderia ser questionada pela justiça.
O reitor da Universidade de São Paulo (USP), Floriano Peixoto de Azevedo Marques, disse, em entrevista a BBC News Brasil, que se a medida proposta pelo ministro tem como objetivo fazer "controle ideológico", ela é "absolutamente inconstitucional". Segundo Marques, cobrar a universidade por uma boa gestão é um "dever dos governantes e da sociedade", mas a atual medida do governo "parece ilustrar uma visão mais de controle ideológico do que controle de gestão". O reitor continuou, dizendo que, "se balbúrdia é produzir conhecimento que não convém ao governo, essa medida é cerceadora da autonomia, é anti-isonômica e anti-institucional". Bolsonaro e o ministro Weintraub não comentaram as declarações.

### Acusações de produção de drogas nas universidades
Em novembro de 2019, o ministro da educação acusou as universidades federais de possuírem plantações de maconha e laboratórios de drogas em suas dependências. Abraham Weintraub afirmou, sem apresentar provas, que havia "plantações extensivas de maconha" nas universidades federais, "a ponto de precisar de borrifador de agrotóxico". Devido às declarações, foi convocado pela Câmara dos Deputados para prestar esclarecimentos, ocasião em que o ministro reafirmou haver plantações de maconha e laboratórios para a produção de metanfetamina nessas instituições, de modo que, segundo Weintraub “as universidades estão sim doentes, estão pedindo o nosso socorro", e defendeu a presença da polícia militar nos campi universitários. Durante os esclarecimentos, sua fala foi interrompida por representantes da UNE.

### Protestos estudantis
A decisão do governo de realizar cortes na educação e congelamentos nas áreas de desenvolvimento de ciência e tecnologia resultou em protestos e paralisações no ensino superior e básico, acompanhado de protestos liderados por estudantes, sindicalistas e profissionais da educação.

### Investimentos em ciências humanas
No dia 25 de junho, em uma transmissão ao vivo, o presidente Bolsonaro e o ministro Weintraub, falaram da ideia de investir menos nas áreas de filosofia e sociologia, o ministro tomou como exemplo a educação no Japão e disse que parte do dinheiro dos contribuintes brasileiros vai para faculdades como de filosofia e sociologia, enquanto, de acordo com ele, no Japão esse dinheiro é colocado em faculdades que "geram retorno de fato", ele mencionou os cursos de enfermagem, veterinária, engenharia e medicina, o ministro também disse que para quem está em cursos da área de humanas na atualidade não haverá mudanças. 
No dia seguinte, Bolsonaro publicou um texto no Twitter, no qual ele diz que o MEC estuda "descentralizar" investimentos em faculdades de filosofia e sociologia (área de humanas), reforçou que quem está matriculado nesses cursos na atualidade não será afetado e que o objetivo é focar em áreas que gerem "retorno imediato ao contribuinte". Continuou, afirmando que a função do governo é "respeitar o dinheiro do contribuinte" e ensinar aos jovens "um ofício que gere renda para a pessoa e bem-estar para a família".
O presidente do Conselho de Reitores das Universidades Brasileiras (Crub) e reitor da Universidade Presbiteriana Mackenzie, Benedito Guimarães Aguiar Neto, pontuou ao Jornal O Globo que é inegável que o Brasil precise de técnicos para desenvolver a inovação tecnológica, continuou, dizendo que por essa razão o país está perdendo em níveis globais de competitividade e de inovação, mas ele ressaltou que a "tomada de decisão pressupõe uma visão ampla do contexto social em que o técnico, o engenheiro, aquele profissional da tecnologia se encontra", ele afirmou que uma ampla formação em ciências humanas é "fundamental para a formação de qualquer área do conhecimento". 
No dia 26 de junho, um conjunto de 27 associações de ciências humanas (incluindo entre essas a Associação Nacional de Pós-graduação em Filosofia) emitiram uma nota condenando a intenção de Bolsonaro e Weintraub de diminuir os investimentos nos cursos de filosofia e sociologia, de acordo com as entidades tanto o presidente quanto o ministro "exibem uma visão tacanha de formação ao supor que enfermeiros, médicos veterinários, engenheiros e médicos não tenham que aprender sobre seu próprio contexto social nem sobre ética, por exemplo, para tomar decisões adequadas e moralmente justificadas em seu campo de atuação", o presidente e o ministro não comentaram a nota.

### Erro nas notas do Enem
Na edição do Enem de 2019, cerca de nove mil estudantes foram afetados por erros na correção das provas.  Além do erro, nessa edição também ocorreu o vazamento de uma das páginas da prova durante o dia do exame, em 3 de novembro.

## Crise de sucessão no Ministério da Educação
A crise de sucessão no Ministério da Educação do Brasil em 2020 refere-se à sucessão de eventos decorridos após a da saída de Abraham Weintraub envolvendo a escolha do próximo titular da pasta. Em meio a uma investigação da Polícia Federal do Brasil, e em uma possível fuga das responsabilidades para com a justiça em 18 de junho de 2020, Weintraub anunciou sua saída do Ministério da Educação em um vídeo com o presidente Bolsonaro em suas redes sociais. Em 20 de junho de 2020 foi publicada sua exoneração do cargo de Ministro da Educação. A exoneração ocorreu enquanto o ministro estava em solo estadunidense. Rogério Correia (PT-MG) e Fabiano Contarato (Rede-ES), um dia antes da saída de Weintraub do Brasil, haviam aberto no STF um pedido para que fosse apreendido o passaporte do mesmo, afirmando que havia risco de fuga do então ministro. Em 23 de junho, foi publicado um decreto do presidente Jair Bolsonaro no Diário Oficial da União, alterando a data oficial de exoneração de Weintraub para 19 de junho, ou seja, antes de o ministro entrar nos Estados Unidos. Sobre a saída de Weintraub, do Ministério e do Brasil, existe um posicionamento controverso pela falta de transparência dos fatos pelos envolvidos.
Após a exoneração de Weintraub, o secretário executivo do ministério Antonio Paulo Vogel atuou como ministro de Estado substituto enquanto outros nomes eram anunciados. Em 16 de julho de 2020, Milton Ribeiro foi empossado no cargo e se tornou a quarta pessoa a ocupar o cargo de Ministro da Educação no governo de Jair Bolsonaro.